# Biesheim
 Biesheim  (en alsacià Biese) és un municipi francès, situat a la regió del Gran Est, al departament de l'Alt Rin. L'any 1999 tenia 2.315 habitants.

## Demografia
| 1962  | 1968  | 1975  | 1982  | 1990  | 1999  |
| ----- | ----- | ----- | ----- | ----- | ----- |
| 1.018 | 1.148 | 1.874 | 1.959 | 2.125 | 2.315 |

## Administració
| Període | Identitat        | Partit |
| ------- | ---------------- | ------ |
| 2001-   | Georges Trescher |        |

## Agermanaments
- Lo Mas d'Agenés